# أتراكوريوم
أتراكوريوم (بالإنجليزية: Atracurium)‏ هو عقار يستخدم مع عقاقير أخرى للقيام بإرخاء العضلات خلال العمليات الجراحية أو التهوية الميكانيكية. يمكن للعقار المساعدة في تنبيب الرغامى وإن كان عقار سكسنيل كولين يعتبر الأكثر استخداماً في حالة الاحتياج للقيام بذلك بشكل أسرع. يتم حقن أتراكوريوم عن طريق الوريد. تصل تأثيرات العقار إلى الذروة بعد 4 دقائق تقريباً وتستمر لمدة تصل لساعة. تمت الموافقة على الاستخدام الطبي للعقار في الولايات المتحدة الأمريكية عام 1983. يعد العقار أحد العقاقير المصنفة في قائمة منظمة الصحة العالمية للأدوية الأساسية والتي تشمل أكثر العقاقير التي يحتاجها النظام الصحي أماناً.

## الاستخدام الطبي
يستخدم كمرخي للعضلات في حالات التنبيب، الجراحة، التهوية الميكانيكية. يعد العقار من مرخيات العضلات متوسطة المدى حيث يبدأ مفعوله في الظهور بعد مرور 2-3 دقائق من حقنه وريدياً ويستمر بشكل عام لمدة تتراوح بين 20 إلى 30 دقيقة وقد تصل المدة لساعة في بعض الأحيان.

## الأعراض الجانبية
يتسبب إفراز الهيستامين الناتج عن حقن أتراكوريوم وريدياً في الجانب الأهم من الأعراض الجانبية وهي كالتالي:
- الجهاز الدوري: في بعض الأحيان قد يتسبب حقن جرعة كبيرة أو الحقن السريع وريدياً في إفراز الهيستامين،[8] وهو ما يترتب عليه ظهور بعض الأعراض بشكل عابر والتي لا تستمر في الغالب لمدة تتجاوز الدقيقتين، تشمل الأعراض حدوث تورد في جلد الوجه (يختفي خلال 4 دقائق على الأكثر)، حدوث انخفاض بسيط في ضغط الدم وتسرع القلب العكسي، لا تحتاج الأعراض الجانبية لعلاج إضافي كونها عارضة في الغالب.[7]
- الشعب الهوائية: تم تسجيل حدوث حالات من التشنج القصبي عقب حقن العقار،[9][10] وتعد هذه الحالات قليلة الحدوث والملاحظة مقارنة بمرخيات عضلات أخرى مثل راباكورونيوم.[11][12]
- تشنجات: تعد فرصة حدوث التشنجات بعد حقن العقار أمراً نادر الحدوث،[5] لودانوسين هو أحد نواتج أيض العقار والذي يعد منبهاً للجهاز العصبي المركزي وأحد المواد المسببة للتشنج،[13] تشير بعض الأبحاث إلى عدم إمكانية الربط بين حدوث تشنج وبين حقن العقار حيث يستلزم ذلك وجود قصور كلوي متأخر بالإضافة إلى الحاجة لوجود تركيزات عالية في الدم من العقار (من 8-10 أضعاف).[14]

## الخصائص الدوائية
يتم تحلل العقار داخل الجسم عن طريق حذف هوفمان، والذي يتأثر بدرجة حرارة الجسم ودرجة حموضة الدم، حيث يقل معدل التحلل بانخفاض درجة الحرارة. في حين لا يتأثر بالسن أو الوزن، كما لا توجد علاقة بين تحلل العقار والحالة الصحية للكلى أو الكبد.

## مرجع
1. 1 2  atracurium besylate، معهد المعلوماتية الحيوية الأوروبي، QID:Q902623
2. 1 2 3 4  Atracurium besylate (بالإنجليزية), QID:Q278487
3. ↑  atracurium besylate، QID:Q2311683
4. ↑  ATRACURIUM BESYLATE، QID:Q6120337
5. 1 2 3   "Atracurium Besylate". The American Society of Health-System Pharmacists. Retrieved 8 December 2016.
6. ↑  "WHO Model List of Essential Medicines (19th List)" (PDF). World Health Organization. April 2015. Retrieved 8 December 2016.
7. 1 2  Hesham El Azzazi. Pharmacology of anesthesia, In. Flashlights on anesthesia. 2007: 14-71
8. ↑  Savarese JJ, Wastila WB (1995). "The future of the benzylisoquinolinium relaxants". Acta Anaesthesiologica Scandinavica. 106 Suppl: 91–93.
9. ↑  Ortalli GL, Tiberio I, Mammana G (May 1985). "A case of severe bronchospasm and laryngospasm after atracurium administration". Anesthesiology. 62 (5): 645–646.
10. ↑  Siler JN, Mager JG Jr, Wyche MQ Jr (Mar 1993). "Atracurium: hypotension, tachycardia and bronchospasm". Minerva Anestesiologica. 59 (3): 133–135
11. ↑  Shapse D. "Voluntary market withdrawal - Adverse Drug Reaction 27 March 2001. Raplon (rapacuronium bromide) for Injection" .
12. ↑  Lim R (Feb 2003). "Rapacuronium: premarket drug evaluation can be very effective for the identification of drug risks". Anesthesiology and Analgesia. 96 (2): 631–632.
13. ↑  Standaert FG (Dec 1985). "Magic bullets, science, and medicine". Anesthesiology. 63 (6): 577–578
14. ↑   Ingram MD, Sclabassi RJ, Cook DR, Stiller RL, Bennett MH (1986). "Cardiovascular and electroencephalographic effects of laudanosine in "nephrectomized" cats". British Journal of Anaesthesiology. 58 Suppl 1: 14S–18S.
15. ↑   Stiller RL, Cook DR, Chakravorti S (1985). "In vitro degradation of atracurium in human plasma". British Journal of Anaesthesiology. 57 (11): 1085–1088.
16. ↑  Kent AP, Parker CJ, Hunter JM (1989). "Pharmacokinetics of atracurium and laudanosine in the elderly.". British Journal of Anaesthesiology. 63 (6): 661–666
17. ↑  Varin F, Ducharme J, Théorêt Y, Besner JG, Bevan DR, Donati F (1990). "Influence of extreme obesity on the body disposition and neuromuscular blocking effect of atracurium". Clinical Pharmacology and Therapeutics. 48 (1): 18–25
18. ↑  Fahey MR, Rupp SM, Fisher DM, Miller RD, Sharma M, Canfell C, Castagnoli K, Hennis PJ (Dec 1984). "The pharmacokinetics and pharmacodynamics of atracurium in patients with and without renal failure". Anesthesiology. 61 (6): 699–702
19. ↑  Parker CJ, Hunter JM (1989). "Pharmacokinetics of atracurium and laudanosine in patients with hepatic cirrhosis". British Journal of Anaesthesiology. 62 (2): 177–183